# Mycale tylotornota
Mycale tylotornota är en svampdjursart som beskrevs av Koltun 1964. Mycale tylotornota ingår i släktet Mycale och familjen Mycalidae. Inga underarter finns listade i Catalogue of Life.